# 高野光平 (文化・メディア研究者)
高野 光平（こうの こうへい、1972年3月14日 - ）は、日本の文化・メディア研究者、茨城大学人文社会科学部教授。

## 略歴
東京大学文学部卒業後、電通勤務を経て、東京大学大学院人文社会系研究科文化資源学研究専攻博士課程修了。同研究科助手、茨城大学人文学部講師、同准教授を経て現職。専門はメディア史、戦後日本文化史、文化資源学。

## 著書

### 単著
- 『昭和ノスタルジー解体: 「懐かしさ」はどう作られたのか』（2018年、晶文社）
- 『発掘！ 歴史に埋もれたテレビCM：見たことのない昭和30年代』（2019年、光文社新書）

### 共編著
- 高野光平・難波功士編『テレビ・コマーシャルの考古学：昭和30年代のメディアと文化』（2010年、世界思想社）
- 高野光平・加島卓・飯田豊編『現代文化への社会学：90年代と「いま」を比較する』（2018年、北樹出版）
- 高野光平・加島卓・飯田豊編『〈新版〉現代文化への社会学：90年代と「いま」を比較する』（2023年、北樹出版）

### 共著
- 永井良和・高野光平他著『失われゆく仕事の図鑑』（2020年、グラフィック社）

### 分担執筆
- 佐藤健二・吉見俊哉編『文化の社会学』,「CM：映像文化の歴史的成立」（2007年、有斐閣）
- 山田奨治編『文化としてのテレビ・コマーシャル』,「テレビCMのメディア史」（2007年、世界思想社）
- 大阪市立大学都市文化研究センター編『都市文化理論の構築に向けて』,「映像資料論の実践的課題」（2007年、清文堂）
- 長谷正人・太田省一編『テレビだョ！全員集合：自作自演の1970年代』,「テレビと大晦日」（2007年、青弓社）
- 南後由和・加島卓編『文化人とは何か』,「違いがわかる男たち：CMの中の文化人」（2010年、東京書籍）
- 井上俊・長谷正人編著『文化社会学入門』,「ゲームの文化」（2010年、ミネルヴァ書房）
- 大澤真幸・吉見俊哉・鷲田清一編『現代社会学事典』,「コマーシャル」（2012年、弘文堂）
- 野上元・小林多寿子編『歴史と向き合う社会学：資料・表象・経験』,「サブカルチャーと昭和の記憶」（2015年、ミネルヴァ書房）
- 赤川学・祐成保志編『社会の解読力＜歴史編＞：現在せざるものへの経路』,「昭和50年代を探して」（2022年、新曜社）
- 北田暁大・東園子編『岩波講座社会学　第12巻　文化・メディア』,「テレビアーカイブと21世紀の映像文化」（2023年、岩波書店）

## 論文その他
茨城大学人文社会科学部現代社会学科の個人ページを参照